# Manuel Rivas Vicuña
Manuel Rivas Vicuña (Santiago, 1 de mayo de 1880-Santiago, 4 de agosto de 1937) fue un abogado, escritor,  diplomático y político liberal chileno. A lo largo de su vida se desempeñó como embajador de su país en Austria, Suiza, Italia y Perú. 
Ejerció como diputado por las comunas de San Felipe, Los Andes y Putaendo desde 1909 hasta 1915. Posteriormente fue reelecto diputado por Curicó entre 1915 y 1930.
Escribió el libro Historia Política y Parlamentaria de Chile. 1891-1920. Fue además el fundador de la Sociedad de Escuelas Nocturnas para Obreros (SENO) en 1901.

## Biografía

### Familia
Nació en Santiago en 1880,  hijo de la pareja formada por Ramón Rivas Cruz y Mercedes Vicuña Prado. Fue hermano del exdiputado Francisco Rivas Vicuña; y primo-hermano del también exdiputado Pedro Rivas Vicuña.
En 1904 se casó con Eduvigis González Edwards y tuvieron descendencia.
Manuel Rivas Vicuña es bisabuelo del escritor Rafael Gumucio Araya y del cineasta y político chileno Marco Enríquez-Ominami.

### Estudios
Estudió en el Colegio San Ignacio; en 1897 se graduó de bachiller en Filosofía, Humanidades y Bellas Artes en la Universidad de Chile, donde también estudió Derecho y se graduó de Licenciado en la Facultad de Leyes y Ciencias Políticas, en 1902. 
Realizó la práctica profesional en el Tercer Juzgado Civil de Santiago; y en 1903, la Corte Suprema de Justicia le otorgó el título de abogado. Luego comenzó a trabajar ad honorem, de Juez de Paz en la subdelegación en que vivía.

### Desarrollo profesional
En dicho lugar siendo alumno, fundó en 1901, con un grupo de compañeros, la Sociedad de Escuelas Nocturnas para Obreros (SENO), un antecedente de la futura Universidad Popular Lastarria (UPL) y sostuvo la Escuela Benjamín Franklin.
En 1927, cuando fue desterrado político, donó su biblioteca a dicha Escuela. También como estudiante participó en la Academia de Leyes y Ciencias Políticas, fundada en 1898 y que fue disuelta ese mismo año, para renacer en 1901.
Fue director de la Liga Protectora de Estudiantes Pobres (LPEP) y otras instituciones de beneficencia o de educación. Director de la Sociedad Carbonífera de Máfil (SCM) y de la Sociedad Imprenta y Litografía Universo (SILU). A partir de 1921 fue socio de la Sociedad de Fomento Fabril (SOFOFA) y de la Sociedad Nacional de Agricultura (SNA)
Falleció en Santiago, Chile el 4 de agosto de 1937, a los 57 años de edad.

## Trayectoria política
Fue miembro del Partido Liberal y designado secretario general del mismo en 1904. En 1903 fundó el Centro Liberal, del que fue presidente; la Asamblea Liberal de Santiago, e instituciones semejantes en provincia. En 1906 se desempeñó como secretario general de la Convención que proclamó la candidatura presidencial de don Pedro Montt y dirigió la campaña electoral que le dio el triunfo. En 1906 también, fue nombrado profesor de Derecho Romano en la Universidad de Chile, cátedra que desempeñó durante un mes. A fines del mismo año se fue a Europa por motivos particulares, recorrió varios países del Viejo Continente y regresó al país en agosto de 1907, año en que organizó la Convención del Partido Liberal que se celebró en Santiago, en diciembre. En 1908 fue proclamado candidato a alcalde de Santiago y resultó elegido.
En 1909 fue elegido diputado por "San Felipe, Los Andes y Putaendo", período 1909-1912; integró la Comisión Permanente de Elecciones; la de Gobierno y Colonización; y la de Instrucción Pública. En este período se preocupó de los problemas educacionales y sociales y presentó proyectos de ley al respecto. Como miembro de la Comisión Permanente de Elecciones, presentó un proyecto de reforma electoral que fue aprobado por unanimidad en la Cámara.
Reelecto diputado por "San Felipe, Los Andes y Putaendo", período 1912-1915; integró la Comisión Permanente de Legislación Social; y la de Instrucción Pública. Participó directamente en la Ley de Elecciones de 1914, que puso término al fraude electoral; se preocupó nuevamente de la educación, concretamente en el proyecto de educación primaria obligatoria.
Fue nombrado ministro de Hacienda, en el gobierno de don Ramón Barros Luco, el 8 de agosto de 1912, cargo que desempeñó hasta el 8 de abril de 1913. Y ministro de Interior, el 16 de junio hasta el 17 de noviembre de 1913.
Durante su estadía en el Ejecutivo como ministro, se preocupó especialmente del restablecimiento de las relaciones de Chile con Perú; de las finanzas; se reorganizaron diversos servicios públicos; presentó un plan de obras portuarias; inauguró las obras del puerto de Valparaíso, aprobó los planos del puerto de Antofagasta; celebró un contrato de navegación con Austria, aprobado por unanimidad en el Congreso. Durante su permanencia en el ministerio de Interior, fue nombrado por el presidente de la República, presidente del Consejo de Ministros, desde donde continuó estrechando lazos entre Chile y Perú; reorganizó los servicios a su cargo. Creó la Inspección de Agua Potable y Desagües; contrató las obras de agua potable de Santiago y otras ciudades; programa, debate y proyecto de reorganización de las policías.
Reelecto diputado, pero por "Curicó", período 1915-1918; integró nuevamente la Comisión Permanente de Legislación Social; y la Comisión Conservadora para el receso 1915-1916; 1916-1917; y 1917-1918. La Cámara lo eligió consejero de Estado. En 1918 obtuvo el despacho por la Cámara de la Ley de Educación Primaria Obligatoria.
Nuevamente electo diputado por "Curicó", período 1918-1921.
Fue nombrado ministro del Interior, en el gobierno de don Arturo Alessandri Palma, cargo que desempeñó desde el 21 de diciembre de 1922 hasta el 16 de marzo de 1923.
Reelecto diputado por "Curicó", período 1924-1927; se incorporó el 24 de junio, excluyendo a Arturo Olavarría. Fue disuelto el Congreso, el 11 de septiembre del mismo año 24, por Decreto de la Junta de Gobierno.
El presidente don Emiliano Figueroa Larraín lo nombró ministro de Interior el 20 de noviembre de 1926 y desempeñó el cargo hasta el 9 de febrero de 1927.
Reelecto diputado, por la Undécima Circunscripción Departamental "Curicó, Santa Cruz y Vichuquén", período 1926-1930; integró la Comisión Permanente de Reforma Constitucional y Reglamento. En su labor parlamentaria se destacó el proyecto de crédito agrario, que sirvió de base a la organización de la Caja Agraria.

### Cargos políticos
- Diputado por Curicó en varios periodos entre 1915 y 1930
- Ministro de Hacienda del Presidente Ramón Barros Luco
- Ministro subrogante (s) de Guerra y Marina
- Ministro del Interior de los presidentes:
  - Arturo Alessandri Palma
  - Ramón Barros Luco
  - Emiliano Figueroa Larraín
- Ministro de Higiene, Asistencia, Previsión Social y Trabajo en 1926

## Trayectoria diplomática
Durante el gobierno de don Arturo Alessandri Palma, fue enviado en representación de Chile, ante la Asamblea de la Sociedad de las Naciones; concurrió a las tres primeras Asambleas, 1920, 1921 y 1922. En Ginebra se relacionó con la Delegación del Perú y esas conversaciones sirvieron de antecedente a la ofensiva diplomática de Chile en 1921, para buscar la solución del conflicto. Representó a Chile en las Conferencias del Trabajo de 1921 y 1922, Tercera y Cuarta respectivamente. Fue delegado a la Conferencia de Comunicaciones de Barcelona en 1921, donde obtuvo cuatro puestos para América Latina en la Comisión Consultiva. Representó también a Chile en las Conferencias de Ginebra sobre Tráfico de Mujeres y de Niños, Ginebra 1921. En 1922, representó a Chile en la Conferencia Interparlamentaria de Viena, y en otras asambleas internacionales.
El Consejo de la Sociedad de las Naciones lo nombró miembro de la Comisión Mixta de Armamentos y, dentro de ella, presidió la primera subcomisión encargada del estudio de la fabricación y comercio de armas. Y como único representante latinoamericano, pidió al Consejo que se ampliara la representación de América Latina en la Comisión.
Fue nombrado ministro plenipotenciario y enviado extraordinario en Suiza y Austria. En Suiza consiguió la exención del visado consular para los latinoamericanos y ayudó a Austria ante el Consejo de la Sociedad de las Naciones, para el restablecimiento de sus finanzas; y logró la unión de América Latina con el objeto de obtener la admisión de Hungría a la Sociedad de las Naciones. Regresó al país a fines de 1922.
Fue delegado y secretario general de la Quinta Conferencia Panamericana, realizada en Santiago, Chile. El presidente Arturo Alessandri lo nombró presidente de la Comisión de Reorganización de los Servicios Públicos y presidente del Consejo de Educación Primaria. Fue el primer gestor de las reformas exigidas por Alessandri y otorgadas por el Congreso en enero de 1924, por lo que figura su firma en el acta de compromiso, a pesar de que no tenía cargo alguno en ese entonces.
Se dedicó también al periodismo; sus primeros trabajos fueron publicados en La Nación en octubre de 1917, con el pseudónimo de Segundo Jara; y en febrero y marzo de 1918, con el nombre de Primitivo Rojas. Desde 1923 colaboró en El Mercurio, donde opinó sobre problemas de actualidad y contó sus impresiones sobre los hombres y las cosas.
Durante la dictadura de Ibáñez se le ordenó salir del país, debido a sus artículos publicados en El Mercurio, los que fueron censurados. Y el 25 de febrero de 1927 salió de Santiago hacia Valparaíso, donde se embarcó el mismo día con destino a Guayaquil; pero en Arica fue detenido y allí se reunió con su esposa y la mayor de sus hijas. En marzo se fue a Nueva York, donde se le ofreció el puesto de árbitro adjunto en los tribunales de reclamaciones de Alemania, España e Italia, contra México, que presidía don Miguel Cruchaga Tocornal, embajador de Chile en Washington; los gobiernos interesados aceptaron la proposición, y así, se estableció momentáneamente en Washington, donde se reunió con toda la familia. En octubre del mismo año se fue a París, donde aceptó el cargo de presidente de la Comisión Mixta de Canje de Poblaciones entre Grecia y Turquía, que le ofreció el Consejo de la Sociedad de las Naciones. Permaneció en Constantinopla desde junio de 1928 hasta enero de 1931. Durante este período hizo cuatro viajes a México y puso término a su trabajo en la Comisión Mexicano-Alemana e Hispano-Mexicana; y en el período crítico de relaciones entre Turquía y Grecia, intervino como mediador entre ambos países y después de repetidos viajes a Atenas y a Angora, logró establecer las bases del acuerdo, que fue sellado con la firma del Tratado de Angora, en junio de 1930, entre otros tratados de paz y amistad.
Desde el destierro, continuó colaborando en la prensa y firmó los artículos con las iniciales P.I.P., "Patriota Injustamente Proscrito".
Después de la caída de Ibáñez y electo presidente de la República don Juan Esteban Montero, fue nombrado embajador de Chile en Lima, donde desembarcó el 8 de marzo de 1931 en el Callao y el 21 de abril presentó sus cartas credenciales de embajador extraordinario y plenipotenciario al presidente del Perú, don Luis M. Sánchez Cerro. Desde Perú continuó colaborando con el diario "El Mercurio", hasta 1932 solamente.
Aparte de sus colaboraciones en la prensa, escribió libros como la "Historia política y parlamentaria de Chile ..."; comenzó a escribir una novela, tenía compilado otros temas para otra novela, y otros escritos.

### Cargos diplomáticos
- Embajador de Chile ante el gobierno de Italia
- Ministro Plenipotenciario en Austria y Suiza en 1922
- Primer  Representante chileno en la Asamblea de la Sociedad de las Naciones en 1920
- Representante en las Conferencias del Trabajo de 1921 y 1922
- Funcionario de la Liga de las Naciones como árbitro adjunto en los tribunales de reclamaciones Internacionales.
- Delegado chileno a la Conferencia de Ginebra sobre la Trata de Blancas (tráfico de mujeres) en 1922.
- Embajador en Perú entre 1931 y 1933

## Obras
- Fundación de la Sociedad de Escuelas Nocturnas para Obreros (SENO) compuesta por alumnos de la Universidad de Chile. Esta institución perudrará en el tiempo dejando visibles legados en la cultura de las organizaciones estudiantiles chilenas.
- Impulsó las siguiente iniciativas legales:
  - Ley de Elecciones, En 1914.
  - Ley de Instrucción Primaria Obligatoria (1920).
- Escribió el libro Historia Política y Parlamentaria de Chile. 1891-1920 donde describe los aciertos y vicios de una época de la vida republicana chilena

## Distinciones y condecoraciones
- Gran Cruz de la Orden de Isabel la Católica ( España, 7 de marzo de 1921).[1]
- Gran Cruz de la Orden de Francisco José ( Austria).
- Gran Cruz del Mérito Húngara ( Hungría).
- Legión de Honor ( Francia).

Además, fue nombrado miembro correspondiente de la Real Academia de Ciencias y Artes y de la Real Academia de Ciencias Morales y Políticas; de China recibió el Gran Cordón de la Espiga de Oro. 
También le otorgaron condecoraciones los gobiernos de Cuba, Venezuela y Perú.